# Aubrieta gracilis
Aubrieta gracilis là một loài thực vật có hoa trong họ Cải. Loài này được Spruner ex Boiss. mô tả khoa học đầu tiên năm 1843.